# 蘇聯入侵波蘭
1939年蘇聯入侵波蘭是指蘇聯在第二次世界大戰初期的1939年9月17日開始沒有正式宣戰的軍事行動。這時是在德國從西面入侵波蘭的16天後，蘇聯則是從東方實施入侵。入侵直至1939年10月6日結束及由德國和蘇聯瓜分和吞併整個波蘭。
在1939年初蘇聯加入與英國、法國、波蘭和羅馬尼亞的談判來建立一個聯盟對抗納粹德國。談判失敗是因為蘇聯堅持要求「羅馬尼亞和波蘭給蘇聯軍隊給予通過其領土的過境權，作為1份集體安全協議的一部分」，由於這些談判未能成功導致蘇聯與納粹德國在8月23日締結莫洛托夫-里賓特洛甫條約，這是一份互不侵犯條約，其中載有的秘密協議是把北歐和東歐瓜分拼入德國和蘇聯的勢力範圍。在簽署了莫洛托夫-里賓特洛甫條約1個星期後，德軍從北、南、西3面入侵波蘭，波蘭軍隊則撤向東南面以準備長期防守羅馬尼亞橋頭堡和期待意料中法國和英國的支持和援助，但蘇聯則按照秘密協議在9月17日越过邊境。蘇聯政府宣布採取行動以保護住在波蘭東部的烏克蘭人和白俄羅斯人，因為波蘭這個國家已在面對納粹德國的進攻面前崩潰，再也不能保障他們公民安全，面對第2戰線，波蘭政府認為防守羅馬尼亞橋頭堡已不再可行，並下令所有部隊緊急撤退至中立的羅馬尼亞。
蘇軍實現了自己的目標，數量極大地超過波蘭抵抗戰士和俘獲了230,000名波蘭戰俘，蘇聯政府控制這些領土和在1939年11月以前提出將1,350萬名波蘭公民變成在其控制下的蘇聯公民，蘇聯立即在新拼入的領土上開始進行蘇維埃化運動。這包括舉行選舉，其結果令蘇聯用來合法地吞併波蘭東部。蘇聯通過處決，逮捕數以千計人仕來鎮壓反對派。蘇聯從1939年至1941年間分4次驅逐行動，從該地區將數10萬人驅逐往西伯利亞和其他偏遠地區。
蘇聯軍隊佔領波蘭東部直到1941年夏天當他們在巴巴羅薩行動中被入侵的德國軍隊驅逐為止，該地區被納粹佔領，直至1944年夏天被蘇軍奪回。在雅爾塔會議中的1項協議：允許蘇聯吞併幾乎相等於莫洛托夫-里賓特洛甫條約部分同意佔領的所有波蘭第二共和國領土，而波蘭人民共和國被允許佔領東普魯士的南半部的和奧得河-尼斯河線以東的土地作為補償，蘇聯把入侵獲得的領土併入烏克蘭蘇維埃社會主義共和國和白俄羅斯蘇維埃社會主義共和國。

## 背景

### 歷史背景
在第一次世界大戰後，東歐的勢力發生了巨大變化，該區內的各個地區看到了機會，抓住機遇建立起獨立的民族主義國家，蘇俄視這些領土為叛逆的俄羅斯省份，對俄羅斯在中東歐的安全至關重要，但無法很快就作出反應，以對付這些獨立運動。大波蘭起義的成功從而在波蘭建立1個主權國家，即波蘭第二共和國，在巴黎和會上既沒有對關於波蘭和蘇俄的邊界作出明確的裁決，亦沒有在凡爾賽條約上提出這個問題。在1919年12月和平會議上提出1條臨時邊界，即寇松線，作為1個試圖確定波蘭境內的少數民族中擁有多數席位的方案，但與會者並沒有感到有能力對這個相互競爭的要求作出1個總結性的評價。
巴黎和會的結果輕微減少了區域內各方的領土野心，當時波蘭政府領導人約瑟夫·畢蘇斯基尋求盡可能向東面擴展波蘭的領土（恢復18世紀三次瓜分前的大波蘭疆域），以試圖建立1個由波蘭領導的聯盟以對抗西邊的德意志和東邊的俄羅斯。在同一時間布爾什維克開始在俄國內戰中獲得上風，開始向西面有爭議的領土前進，意圖協助其他在西歐的共產主義運動。1919年的邊境小規模戰鬥逐步升級1920年的波蘇戰爭，繼而波蘭在華沙戰役中取得勝利，蘇聯要求和平和戰爭因在1920年10月的停戰協定而結束。雙方在1921年3月18日簽署了正式的和平條約：「里加和約」，條約裡波蘭和蘇聯劃分有爭議的領土，該行動在很大程度上決定了在兩次世界大戰期間蘇聯和波蘭的邊界，在有爭議的邊境地區上蘇聯向波蘭和平代表團提供領土上的讓步，相似於1772年第1次瓜分波蘭時俄羅斯帝國和波蘭立陶宛聯邦之間的邊界。在這份和平協議之後蘇聯領導人在很大程度上放棄了世界革命事業，約20年沒有重新提出這個理念。
。

### 條約談判

根據莫洛托夫-里賓特洛甫條約，計劃中與實際上瓜分波蘭的行動。

1939年3月中旬蘇聯、英國和法國開始建議和計劃潛在的政治和軍事協定，以對付德國可能的侵略行動。波蘭沒有參加這些會談並表示相信任何波蘭與蘇聯的合作將導致德國的強烈反應。3方討論的重點是在德國的侵略出現時保證歐洲中部和東部國家的安全。
，但蘇聯人不相信英國或法國人對集體安全協議作出之承諾，因為他們沒有提出反對在西班牙內戰期間反對法西斯份子或保護納粹德國的擴張主義目標捷克斯洛伐克。蘇聯還懷疑英國和法國將繼續在納粹與蘇聯任何潛在的衝突中保留邊線，因此蘇聯要求1個鐵定保證的軍事同盟，以對抗對其領上的攻擊，蘇聯堅持建立一個從芬蘭到羅馬尼亞的勢力範圍，作為緩衝區，和其他國家或在其提出的勢力範圍內的一個國家進攻蘇聯時提供軍事援助，蘇聯還堅持在其安全受到威脅時，有權派兵進入這些在其勢力範圍內的國家。當軍事會談於8月中旬開始時，談判很快就因如果德國進攻時蘇聯軍隊可通過波蘭這個條款而陷入僵局，各方均等待英國和法國官員施加壓力，以迫使波蘭官員同意這樣的條款。然而波蘭官員拒絕讓蘇聯軍隊進入波蘭領土，因為他們認為，一旦蘇軍進入他們的領土上可能永遠不會撤走，蘇聯認為波蘭的意願可以被忽略，因而儘管它反對，三方仍然可以締結協定，但英國拒絕這樣做，因為他們認為這一舉動將推動波蘭與德國建立更緊密的雙邊關係。
與此同時德國官員幾個月來秘密向蘇聯外交官暗示可以提供比英國和法國更優厚的條件以達成政治協議，蘇聯與納粹德國開始談判以討論關於建立一個經濟協定的可能性，而同時他們與三方小組繼續談判。1939年7月下旬至8月上旬蘇聯和德國官員同意了計劃中經濟協定的大部分詳情，特別是討論了潛在的政治協議，1939年8月19日德國和蘇聯官員簽訂了1939年德國和蘇聯的商業協議，根據該經濟協議，蘇聯向德國提供原材料以換取德國掀提供武器、軍事技術和民用機械。兩天後蘇聯中止了三方軍事會談。8月24日伴隨著該商業協定，蘇聯和德國簽署了政治和軍事協議，即莫洛托夫-里賓特洛甫條約。該協議是一個互不侵犯協議，其中包括秘密協議以分割北歐和東歐國家及拼入德國和蘇聯的勢力範圍，蘇聯的勢力範圍最初包括拉脫維亞、愛沙尼亞和芬蘭、德國和蘇聯將瓜分波蘭、東部的比薩河、納雷夫河、維斯瓦河和桑河地區被拼入蘇聯。該協議向蘇聯在西方提供了額外的防禦空間，提供了一個機會以重新獲得在里加和約中失去之領土，同時把烏克蘭東部和西部及白俄羅斯人民統一在蘇聯政府的統治之下。
德國和蘇聯簽訂條約後的第二天，法國和英國的軍事談判代表團緊急要求會見蘇聯軍事談判代表克里門特·伏羅希洛夫，8月25日伏羅希洛夫告訴他們：“我看在政治局勢改變下，繼續進行談判沒有用處”，同日英國和波蘭簽署了英國和波蘭互助條約，在這個協議下英國承諾將協防波蘭以保證維護波蘭的獨立。

### 德軍入侵波蘭
8月26日希特勒試圖勸阻英國和法國不要介入即將到來的衝突，甚至承諾，在未來把德意志國防軍提供給英國使用，8月29日午夜德國外長約阿希姆·馮·里賓特洛甫向英國駐德國大使內維爾·韓德森遞交了1份有關確保與波蘭和平共處的條款清單，根據協議條款波蘭將但澤歸還德國並根據在1919年的居民基礎上，在當年內對波蘭走廊問題進行全民公決，當波蘭駐德國大使利普斯基在8月30日去會見里賓特洛甫時，他表示自己並沒有權力簽字，里賓特洛甫立即要求他離開，德國宣布波蘭已經拒絕了德國的提議，並結束與波蘭的談判。8月31日德軍部隊冒充波蘭軍隊在邊境附近城市格利維采發動了格利維采事件，翌日上午希特勒下令於1939年9月1日凌晨4時45分開始對波蘭實施敵對行動
。
英法兩國在9月3日對德國宣戰，但沒有提供任何實質性的援助，儘管波蘭在邊境的個別戰鬥上取得了局部勝利，但德軍在技術、行動和數量上的優勢卻迫使波蘭軍隊從邊境撤向華沙和利沃夫。9月10日波蘭總司令愛德華·雷茲-希米格維元帥下令向東南面的羅馬尼亞橋頭堡實施總撤退，在開始入侵波蘭不久之後，納粹領導人敦促蘇聯開始發揮自己作為伙伴的作用並敦促蘇聯從東面進攻波蘭，蘇聯外交部長維亞切斯拉夫·莫洛托夫和德國駐俄羅斯大使弗雷德里希·沃尔纳·冯·舒伦堡，在外交上對一系列問題交換訊息，但蘇聯推遲了入侵波蘭東部的行動。蘇聯人舉棋不定，因為當時正與日本於滿洲邊界發生糾紛（諾門罕戰役），需要時間來調動蘇軍和爭取外交上的優勢，他們希望等到波蘭已經解體之後才採取行動。1939年9月17日莫洛托夫對波蘭駐俄羅斯大使遞交宣戰書：

“波蘭和德國之間的戰爭，揭示了波蘭這個國家內部之腐敗，在10天的敵對行動這一過程中，波蘭已經失去了它所有的工業和文化中心區。‘華沙’作為波蘭之首都，不再存在。波蘭政府已經解體，不再顯示任何存在的跡象。這意味著波蘭這個國家及其政府其實已不復存在。同樣地蘇聯和波蘭之間締結的協定已經不在有效。在沒有留下裝備和失去了有希望的領導下，波蘭已成為處處充滿危險和驚訝的地方，這些原因可能對蘇聯構成威脅的，現在仍然中立的蘇聯政府，面對這些事實下再也不能保持中立的態度。
蘇聯政府亦不能漠視這些住在波蘭領土的烏克蘭和白俄羅斯人是自己的親屬這一事實，他們正被命運擺佈，而且手無寸鐵。
在這種情況下，蘇聯政府已向紅軍最高指揮部下令紅軍越過邊境，並採取一切措施以保護烏克蘭西部和白俄羅斯西部的人生命和財產安全。
與此同時蘇聯政府建議採取一切措施以使波蘭人民能夠擺脫不幸被他們不明智的領導人強加的戰爭，使他們能夠重新過上和平的生活”。

同日莫洛托夫在電台宣布蘇聯和波蘭之間的所有條約現在已經不再有效，因為波蘭政府放棄了它的人民和不復存在，同時蘇軍開始越過邊界進入波蘭。

### 苏日军事冲突
1939年9月16日苏联与日本在满蒙边境哈拉哈河的军事冲突结束，双方实现停火。

## 蘇軍入侵

### 參戰部隊
進入波蘭東部地區的蘇軍共有7個集團軍，包括有45萬至100萬人的部隊，分為兩個方面軍，2級上將米哈伊爾·科瓦廖夫帶領色軍白俄羅斯方面軍實施入侵，同時一級上將謝苗·鐵木辛哥指揮烏克蘭方面軍實施入侵。
根據波蘭的西部方案防禦計劃，波蘭假設蘇聯會在與德國的衝突期間保持中立，因此波蘭指揮官部署其部隊在最西部，以面對德國的入侵。而這個時候，不超過20個兵力不足的營，其中包括約兩萬人的邊防防衛軍，以捍衛東部邊境，當蘇軍在9月17日入侵波蘭時，波蘭軍隊正在且戰且撤向羅馬尼亞橋頭堡，以便他們進行重組並等待英國和法國的救援。

### 軍事計劃

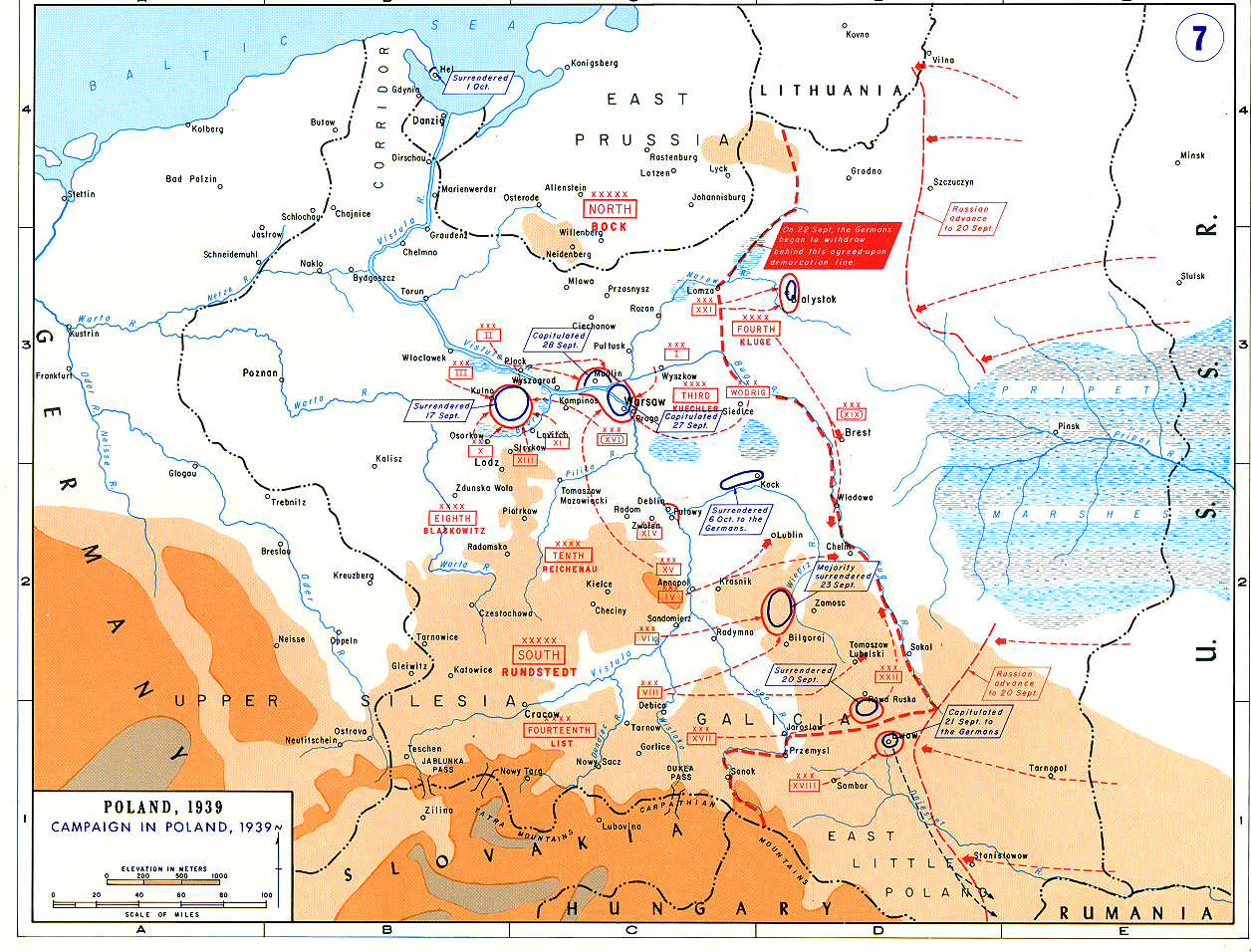
蘇聯入侵後各部隊的位置

當蘇聯入侵時，雷茲-希米格維最初傾向於以東部邊境防衛軍部隊進行抵抗，但被總理费利齐安·斯瓦沃伊·斯克瓦德科夫斯基和總統伊格納茨·莫希奇茨基所勸阻。9月17日下午4時雷茲-希米格維下令波蘭軍隊開始後撤，規定他們只能對蘇聯軍隊進行自衛，然而德軍入侵後就已經嚴重破壞了波蘭的通訊系統，對波蘭軍隊造成指揮和控制上問題，由於出現混亂，波蘭和蘇聯軍隊的衝突在邊境發生。從8月30日起負責指揮邊境防衛軍的Wilhelm Orlik-Rückemann將軍，於被任命後沒有收到任何官方指令，因此他和他的下屬繼續積極抵抗蘇聯軍隊，直至10月1日把部隊解散。
波蘭政府拒絕投降或進行和平談判，而是命令所有部隊撤離波蘭和在法國重組，在蘇聯入侵後的第二天開始，波蘭政府越境進入羅馬尼亞，波蘭部隊撤向羅馬尼亞橋頭堡區域，一邊對德軍維持側翼攻擊，另一面偶爾與蘇軍發生衝突。在撤退令接下來的日子裡，德軍在托馬舒夫·盧布林戰役中擊敗波蘭的克拉科夫和盧布林軍團。

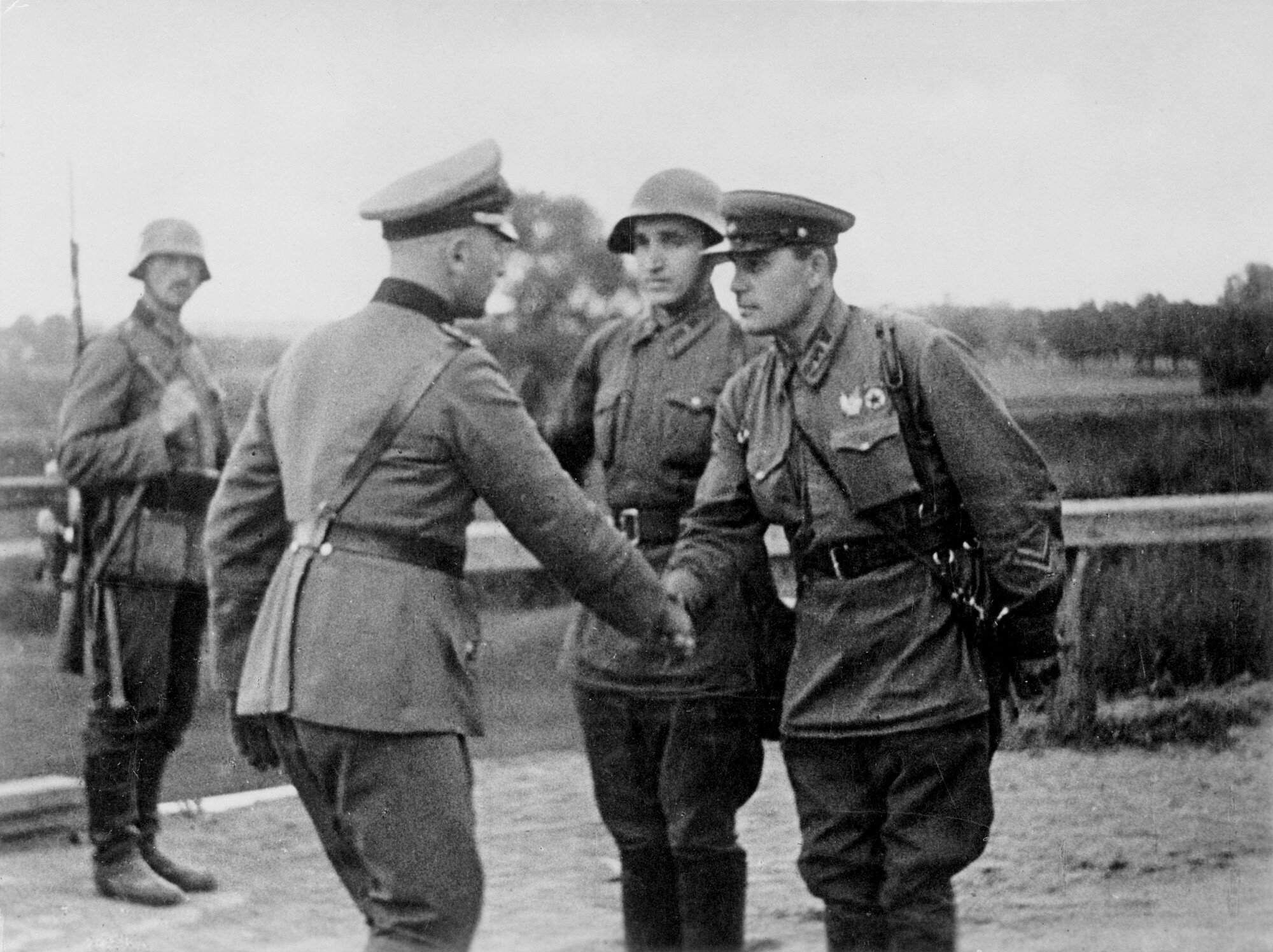
入侵後德國與蘇聯軍官握手

蘇軍常常遇到從相反的方向前進的德軍，兩軍之間在戰場上有顯著合作的例子：德軍在布列斯特-里特維斯基戰役中攻佔了布列斯特要塞，但在9月17日將它移交給蘇軍第29坦克旅，德國的海因茨·古德里安將軍和蘇聯的謝苗·克里沃申準將，然後在22日市內舉行了聯合勝利閱兵式。利沃夫在9月22日投降，數天之後德軍將其交給蘇軍，蘇聯軍隊在9月19日為期兩天的戰鬥之後攻取了維爾諾，他們在9月24日經過為期4天的戰鬥之後佔領了格羅德諾。9月28日蘇軍已經到達纳雷夫河、西布格河、維斯瓦河和桑河一線：即事先與德國人商定的邊界。 
儘管波蘭在9月28日的斯扎克戰役中取得戰術性的勝利，但更大規模衝突的結果從未被懷疑，平民志願者、民兵和撤退出來的重組單位在在波蘭首都華沙對抗德國軍隊直到9月28日和華沙以北的莫德林要塞在16天的激烈戰鬥後於第2天投降。10月1日蘇軍在Wytyczno戰役中把波蘭軍單位趕進森林，這是行動中其中最後一個直接抵抗行動，幾個被孤立的波蘭守軍陣地在被包圍後被長期堅守，如那些在沃里尼亞的沙爾尼設防區被堅守至9月25日。波蘭軍最後一個投降的行動單位是由弗朗西斯克·克萊堡將軍的波萊謝獨立行動組。波萊謝在10月6日經過為期4天的科克戰役後投降，有效地結束了9月行動。10月31日莫洛托夫向最高蘇維埃報告：“由德國軍隊及隨後由紅軍發動短時間的行動，就足以讓這個由凡爾賽條約制造出來醜陋的東西消失”。

### 國內回應
非波蘭種族人仕對該情況的回應進一步增加了複雜性，許多烏克蘭人、白俄羅斯人和猶太人把入侵部隊當作為解放者歡迎，列夫·麥赫利斯強調當地人民的反應，他告訴史達林：烏克蘭西部人民把蘇軍當作“像真正的解放者”歡迎。烏克蘭民族主義者組織反抗波蘭人，共產主義的游擊隊也組織當地的起義，例如在斯基達利。猶太人民在德國入侵期間於波蘭東部遭受了大屠殺，許多人認為，兩害中以蘇聯的較輕。這種反應會加強現有波蘭人對布爾什維克政策與思想的恐懼和直至21世紀仍損害波蘭人與猶太人的關係。

### 同盟國的反應
法國和英國對蘇聯入侵和吞併波蘭東部的反應平淡，因為當時沒有一個國家願意開始同蘇聯對抗。根據1939年8月25日英波共同防禦條約的協議條款，英國曾答應如果定歐洲列強進攻波蘭，會向提供援助，但是根據協定內一個秘密協議，明確規定歐洲列強稱為德國。當波蘭大使愛德華·伯納德·拉陳斯基提醒外交大臣愛德華·腓特烈·林黎·伍德有關的協議時，他直言不諱地告訴，是否對蘇聯宣戰是英國自己的事情。英國首相內維爾·張伯倫曾考慮作出公開承諾，以恢復波蘭狀態，但最終只發表一般的譴責。這一立場代表英國試圖取得平衡：它的安全利益，包括與蘇聯的貿易將必需支持其戰爭力量，和未來建立英蘇同盟以對抗德國的可能性。在英國的輿論分為兩派：一派表達對侵略的憤慨和另一種看法認為，蘇聯要求獲得該地區是合理的。
法國人曾對波蘭作出承諾：包括提供空中支援，而這些並沒有兌現。法波軍事聯盟於1921年簽署及之後作出修訂。該協議並沒有法國軍事領導人的大力支持，在20世紀20年代和30年代，雙方關係惡化。在法國人看來，德國和蘇聯的同盟是脆弱的和被公開譴責或被採取行動打擊，蘇聯將不會以法國或波蘭的最佳利益為考慮。當蘇軍進入波蘭後，法國和英國認為短期內沒有什麼可以為波蘭而做，並以開始籌劃長遠的勝利取代。法國曾在9月初進攻薩爾地區，但在波蘭戰敗後便在1月4日撤退至馬其諾防線後面。1939年10月1日溫斯頓·丘吉爾在電台廣播中表示
... 俄羅斯軍隊應該站在這條線上顯然必定是為了俄羅斯安全以對抗納粹的威脅。無論如何，該線是在那裡，一條東部戰線已被建立而納粹德國不膽敢進行攻擊。當赫爾·馮·里賓特洛甫在上週被傳喚到莫斯科時他己認識到，及接受了1個事實，即納粹在波羅的海國家和烏克蘭的計劃，必須完全停止。

## 結果

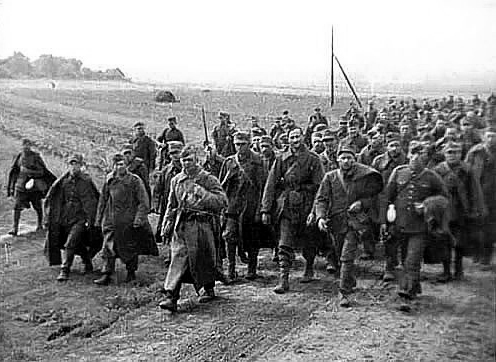
在蘇聯入侵波蘭期間被蘇軍俘獲的波蘭戰俘

1939年10月莫洛托夫向最高蘇維埃報告：蘇軍在行動期間共有737人死亡和1,862人受傷，但波蘭專家聲稱共有3,000人死亡、8,000人至10,000人受傷。波蘭方面宣稱6,000名至7,000名士兵在與蘇軍的戰鬥中陣亡，有23萬至45萬人被俘。蘇軍往往沒有履行投降條款，在某些情況下他們答應釋放波蘭士兵，然後當他們放下武器時逮捕了他們。
蘇聯在開始入侵時已經不再承認波蘭這個國家，雙方都沒有向對方正式宣戰，這產生了重大影響，而雷茲-希米格維亦遭受批評。行動期間蘇軍殺害了數以萬計的波蘭戰俘。9月24日蘇軍在扎莫希奇附近的米利安娜村莊的1間波蘭軍方醫院內殺害了42名工作人員和病患者。1939年9月28日蘇軍亦在沙茨克戰役後屠殺了所有被俘的波蘭軍官，共超過20,000名波蘭軍事人員和平民在卡廷慘案中喪生。內务人民委員部對戰俘廣泛使用酷刑，特別是在小城鎮內。

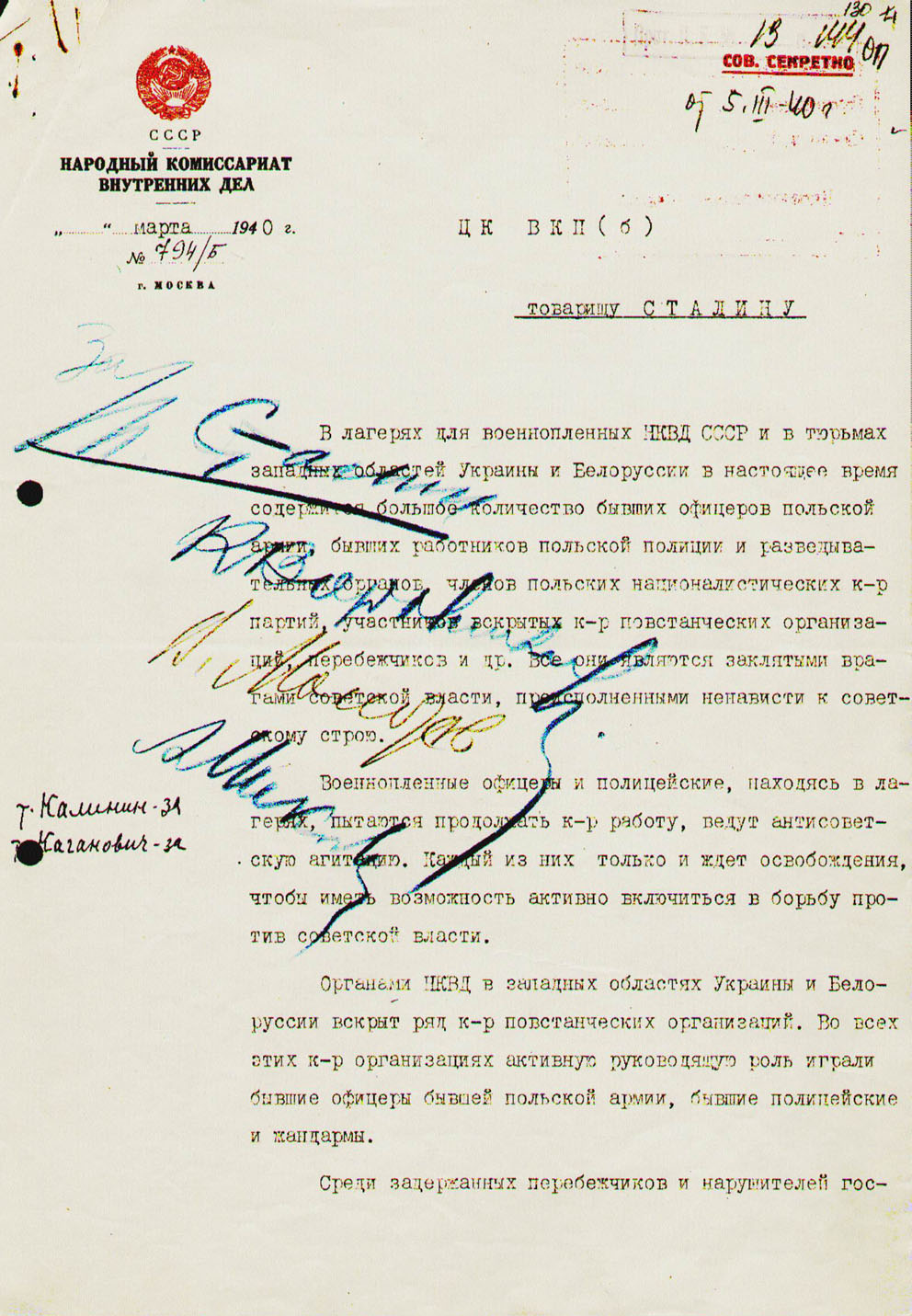
蘇聯有關決定屠殺波蘭戰俘的文件

波蘭和蘇聯於1941年根據西科爾斯基-馬爾斯基協定重新建立外交關係，但蘇聯在1943年再次中斷雙方關係，因波蘭政府要求獨立調查發現到的卡廷祭祀坑。蘇聯當時遊說西方盟國承認在莫斯科由旺达·瓦西列夫斯卡領導親蘇的波蘭傀儡政府。
1939年9月28日蘇聯和德國簽署了德蘇友好、合作和邊界劃定條約，修改了莫洛托夫-里賓特洛甫條約的秘密條款。他們把立陶宛劃入蘇聯的勢力範圍和將波蘭邊境向東面移動，給德國更多的領土。通過這項安排常常被形容為第4次瓜分波蘭，蘇聯獲得幾乎所有比薩河、納雷夫河、西布格河和桑河以東的波蘭領土，這相當於約20萬平方公里的土地，居住著1,350萬名波蘭公民，這一協議內建立的邊界大致相當於在1919年由英國人制定的寇松線，這1點被史達林成功地在德黑蘭會議和雅爾塔會議時與西方盟國的談判中加以利用，蘇軍的到達被當地人誤以為是把波蘭從納粹德國手中拯救出來，他們的進攻令波蘭社區和他們的領導人感到驚訝，他們沒有被告知如何應對蘇聯的入侵。相對於德國人，波蘭和猶太公民最初對蘇維埃政權更為喜歡。然而蘇聯很快把他們的思想強加到當地人的生活，例如蘇聯很快就沒收、國有化和再分配所有私營和國有的波蘭資產，在兼併後兩年間，蘇聯還逮捕了大約10萬名波蘭公民。由於缺乏可獲得的蘇聯秘密檔案，戰爭結束後多年從波蘭東部地區被驅逐到西伯利亞的波蘭公民估計數字，以及在蘇聯統治期間死亡的人數，在很大程度上是估計出來的。在各項工作範圍廣泛的數字，大約有35萬至150萬人之間被驅逐到西伯利亞、25萬至100萬人死亡，這些數字包括其中多數是平民，隨著1989年蘇聯秘密檔案公開後，估計之下限被認為接近真實。2009年8月在蘇聯入侵第70週年之際，權威的波蘭國家紀念研究所宣布，其研究人員估計被驅逐到西伯利亞的人數，從100萬人減少到32萬人，並估計於戰爭期間在蘇聯統治下波蘭公民共有15萬人喪生。

### 白俄羅斯和烏克蘭

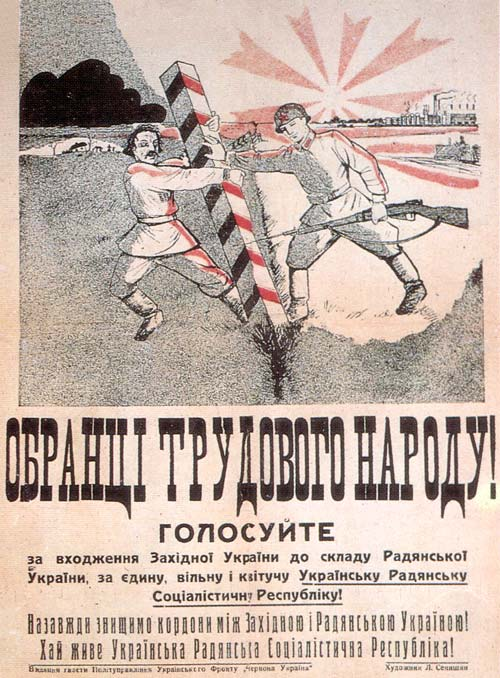
1張向西烏克蘭居民宣傳蘇維埃主義的海報

在新併吞領土上居住的1,350萬名平民中，波蘭人是最大的單一族群，但白俄羅斯人和烏克蘭人一起組成了當地50%的人口。
1939年10月26日在白俄羅斯和烏克蘭舉行選舉以表現吞併在表面上的合法性。在波蘭的白俄羅斯和烏克蘭人的已經被波蘭政府的波蘭化政策和鎮壓其分裂的行動離間，所以他們覺得對波蘭的這個國家缺乏忠誠，然而並非所有的白俄羅斯人和烏克蘭人都認為蘇維埃政權值得信賴，這是因為1932年至1933年間的烏克蘭飢荒。實際上儘管本身支持再統一，窮人普遍歡迎蘇聯而精英份子往往加入反對派。蘇聯迅速在白俄羅斯西部和烏克蘭西部推行蘇維埃政策，包括在整個地區強制實行集體化。在這個過程中，他們無情地取締了政黨和各社會團體和以“人民的敵人”之罪名監禁或處決他們的領導人，蘇聯當局還抑制了烏克蘭民族主義者組織的反波蘭情緒，其中積極抵制20世紀20年代以來的波蘭政權，以建立1個獨立的、不可分割的烏克蘭國家。1939年的統一在烏克蘭和白俄羅斯歷史上不是1次決定性的事件，因為他們產生了兩個加盟共和國，最終在1991年蘇聯解體後取得獨立。

### 審查
蘇聯的審查制度後來透露了1939年戰爭期間和戰後鎮壓的許多細節，政治局從一開始的行動中，實行所謂的“解放運動”，後來蘇聯報章和出版物，從來沒有背離該底線，儘管西方媒體出版了莫洛托夫與里賓特洛甫條約秘密協議的副本，幾十年來蘇聯官方政策一直否認該協議的存在，直至1989年前官方也一直否認秘密協議的存在。審查也適用於波蘭人民共和國，以維護兩個共產主義政府宣傳的“波蘇友好”形象。官方政策只把1939年的行動，描繪成一個統一白俄羅斯和烏克蘭人民及從“寡頭資本主義”中解放波蘭人民的行動。當局強烈不鼓勵對問題進行任何進一步的研究或教學。像其他媒體一樣，各種地下出版刊物討論了這一問題，如1982年雅塞克·卡茲馬爾斯基的抗議歌曲“9月的傳說”。

### 註腳
1. 1 2 3 4 5 6 7 8 9 10 11 12 13 14 15 16 17 18 19 20 21 22  Sanford pp. 20–24
2. 1 2 3   [September Campaign 1939]. PWN Encyklopedia.   [16 July 2007]. （原始内容存档于2006年5月9日） （波兰语）.
3. ↑  Krivosheev, Grigory Fedot. . London: Greenhill Books. 1997. ISBN 1853672807.
4. 1 2 3  Topolewski & Polak p. 92
5. 1 2 3 4  Gross pp. 17–18
6. ↑  Piotrowski p. 199
7. 1 2  Watson p. 713
8. ↑  Watson p. 695–722
9. ↑  Kitchen p. 74
10. ↑  Davies (1996) p. 440
11. ↑  Roberts p. 74
12. ↑  . Avalon project. Lillian Goldman Law Library.   [2009-06-11]. （原始内容存档于2011-05-20）.
13. ↑  . Avalon project. Lillian Goldman Law Library.   [2009-06-11]. （原始内容存档于2011-05-20）.
14. ↑  . Avalon project. Lillian Goldman Law Library.   [2009-06-11]. （原始内容存档于2011-08-11）.
15. 1 2  Degras pp. 37–45
16. ↑   [Prison camps for Polish soldiers]. Encyklopedia PWN.   [28 November 2006]. （原始内容存档于2013-11-04） （波兰语）.
17. ↑  Rummel p. 130
18. ↑  Rieber p. 30
19. ↑  Rummel p. 132
20. ↑  Kushner p.219
21. 1 2  Wettig p. 47
22. 1 2  Fraser, Dunn, von Habsburg p. 2
23. ↑  Goldstein p. 51
24. ↑  Davies (2002) pp. 279–290
25. ↑  Kutrzeba p. 512
26. ↑  House & Seymour p. 84
27. ↑  Roshwald p. 37
28. ↑  Davies (1972) p. 29
29. ↑  Davies (2002) p. 22, 504
30. ↑  Kutrzeba pp. 524, 528
31. ↑  Davies (2002) p. 376
32. ↑  Davies (2002) p. 504
33. ↑  Davies (1972) p. xi
34. ↑  Watson p. 698
35. ↑  Gronowicz p. 51
36. ↑  Neilson p. 275
37. ↑  Carley 303–341
38. ↑  Kenéz pp. 129-131
39. ↑  Watson p. 695
40. ↑  Shaw p. 119
41. ↑  Neilson p. 298
42. ↑  Watson p. 708
43. ↑  Shirer p. 536
44. ↑  Shirer p. 537
45. ↑  Neilson p. 315
46. ↑  Neilson p. 311
47. 1 2 3  Roberts p. 66-73
48. ↑  Shirer p. 503
49. ↑  Shirer p. 525
50. ↑  Sanford p. 21
51. ↑  Weinberg p. 963
52. ↑  Dunnigan p. 132
53. ↑  Snyder p. 77
54. 1 2  Shirer p. 541–2
55. 1 2  Osmańczyk-Mango p. 231
56. ↑  . Franklin D. Roosevelt Presidential Library  and Museum.   [2009-06-11]. （原始内容存档于2002-02-20）.
57. 1 2  Davies (2002) p. 371–373
58. 1 2  Mowat p. 648
59. ↑  Henderson p. 16-18
60. ↑  Manvell-Fraenkel p. 76
61. ↑  Mowat p. 648–650
62. ↑  Stanley p. 29
63. 1 2  Zaloga p. 80
64. ↑  Weinberg p. 55
65. ↑  .   [2010-10-22]. （原始内容存档于2012-03-06）.
66. ↑  Piotrowski p. 295
67. 1 2 3  Topolewski & Polak p. 90
68. 1 2  Gross p. 17
69. ↑  Taylor p. 38.
70. 1 2 3 4  . Winter 1999–2000  [16 July 2007]. （原始内容存档于2007-06-13）. Authors list列表中的|first1=缺少|last1= (帮助)
71. ↑  Artur Leinwand. . Instytut Lwowski. 1991  [16 July 2007]. （原始内容存档于2018-02-19）.
72. 1 2  . Encyklopedia Interia.   [28 November 2006]. （原始内容存档于2016-03-03） （波兰语）.
73. 1 2 3  Orlik-Rückemann p. 20
74. ↑  Moynihan p. 93
75. ↑  Tucker p. 612
76. ↑  Gross pp. 32–33
77. ↑  Montefiore p 312
78. ↑  Mendelsohn p. 218
79. ↑  Levin p. 31-32
80. ↑  Polonsky & Michlic p. 36
81. 1 2 3  Prazmowska pp. 44–45.
82. 1 2  Hiden & Lane p.148
83. ↑  Stachura p. 125
84. 1 2 3  Hiden & Lane pp.143-144
85. ↑  Hehn pp. 69–70
86. ↑  Jackson p. 75
87. ↑  Winston S. Churchill The First Month of War // Blood, Sweat and Tears. — P. 173. http://books.google.com/books?id=c9uvdT3GRLoC&pg=PA173#v=onepage&q&f=false （页面存档备份，存于）
88. ↑  Sanford pp. 22–23, 39
89. ↑  Sanford p. 23
90. ↑   [Executed Hospital] (PDF). Tygodnik Zamojski. 15 September 2004  [28 November 2006]. （原始内容 (pdf)存档于2007年3月7日） （波兰语）.
91. ↑  Gross p. 182
92. ↑  . 25 April 1943  [19 December 2005]. （原始内容存档于2008年6月16日）.
93. ↑  Sanford p. 129
94. ↑  Sanford p. 127
95. ↑  Dean p. 144
96. ↑  Dallas p. 557
97. 1 2 3  Davies (1996) pp. 1001-1003
98. ↑  Gross pp. 24, 32-33
99. ↑  Piotrowski p. 11
100. ↑   [Repressions 1939–41. Arrested on the Eastern Borderlands.]. Ośrodek Karta.   [15 November 2006]. （原始内容存档于2006年10月21日） （波兰语）.
101. ↑  Rieber pp. 14, 32-37
102. ↑  . AFP/Expatica. 30 July 2009  [4 November 2009]. （原始内容存档于2012-04-06）.
103. ↑  Trela-Mazur p. 294
104. ↑  Rieber pp. 29-30
105. 1 2  Wierzbicki, Marek. . Białoruskie Zeszyty Historyczne (Biełaruski histaryczny zbornik). 2003, (20): 186–188  [16 July 2007]. （原始内容存档于2008年6月23日） （波兰语）.
106. ↑  Davies (2002) pp 512–513.
107. 1 2  Nowak (online)
108. ↑  Miner p. 41-42
109. ↑  Wilson p. 17
110. ↑  Kubik p. 277
111. ↑  Sanford pp. 214–216
112. ↑  Rieber p. 29
113. ↑  Biskupski & Wandycz p. 147
114. ↑  Ferro p. 258
115. ↑  Kaczmarski, Jacek.  [September's tale].   [2006-11-15]. （原始内容存档于2012-12-09） （波兰语）.

### 書誌
- Biskupski, Mieczyslaw B.; Wandycz, Piotr Stefan. . Boydell & Brewer. 2003. ISBN 1580461379.
- Carley, Michael Jabara. . Europe-Asia Studies. 1993, 45 (2): 303–341.
- Dallas, Gregor. . Yale University Press. 2005. ISBN 9780300109801.
- Davies, Norman. . New York: St. Martin's Press. 1972. ISBN 0-7126-0694-7.
- Davies, Norman. . Oxford: Oxford University Press. 1996. ISBN 0198201710.
- Davies, Norman.  revised edition. Columbia University Press. 2002. ISBN 0231128193.
- Dean, Martin. . Basingstoke: Palgrave Macmillan. 2000. ISBN 1403963711.
- Degras, Jane Tabrisky. . Oxford: Oxford University Press. 1953.
- Dunnigan, James F. . New York: Citadel Press. 2004. ISBN 0806526092.
- Ferro, Marc. . London, New York: Routledge. 2003. ISBN 978-041528592-6.
- Fraser, Thomas Grant; Dunn, Seamus; von Habsburg, Otto. . Routledge. 1996. ISBN 0-415-11995-2.
- Goldstein. .
- Gelven, Michael. . Pennsylvania: Penn State University Press. 1994. ISBN 0271010541.
- Gronowicz, Antoni. . Westport, CT: L. Hill. 1976. ISBN 0882080601.
- Gross, Jan Tomasz. . Princeton, NJ: Princeton University Press. 2002. ISBN 0691096031.
- Hehn, Paul N. . Continuum International Publishing Group. 2005. ISBN 9780826417619.
- Henderson. . Great Britain Foreign Office. 1939.
- Hiden, John; Lane, Thomas. . Cambridge University Press. 2003. ISBN 9780521531207.
- House, Edward; Seymour, Charles. . Scribner. 1921.
- Jackson, Julian. . Oxford: Oxford University Press. 2003. ISBN 019280300X.
- Kenéz, Peter.  2nd ed. Cambridge: Cambridge University Press. 2006. ISBN 978-052186437-4.
- Kitchen, Martin. . Longman. 1990. ISBN 0582034086.
- Kubik, Jan. . Pennsylvania: Penn State University Press. 1994. ISBN 0271010843.
- Kushner, Tony; Knox, Katharine. . London, New York: Routledge. 1999. ISBN 0714647837.
- Kutrzeba, S. . William Fiddian Reddaway  (编).  1. Cambridge: Cambridge University Press. 1950: 512–543.
- Levin, Dov. . Jewish Publication Society. 1995. ISBN 9780827605183.
- Manvell, Roger; Fraenkel, Heinrich. . London: Greenhill. 2007. ISBN 9781602391789.
- Mendelsohn, Ezra. . Oxford University Press. 2009. ISBN 9780195382914.
- Miner, Steven Merritt. . North Carolina: UNC Press. 2003. ISBN 0807827363.
- Montefiore, Simon Sebag. . New York: Vintage Books. 2003. ISBN 1-4000-7678-1.
- Mowat, Charles Loch. . Cambridge: Cambridge University Press. 1968. ISBN 041629510X.
- Moynihan, Daniel Patrick. . Cambridge, MA: Harvard University Press. 1990. ISBN 0674635752.
- Neilson, Keith. . Cambridge: Cambridge University Press. 2006. ISBN 978-052185713-0.
- Nowak, Andrzej. . Sarmatian Review. January 1997, XVII (1)  [16 July 2007]. （原始内容存档于2007-12-18）.
- Orlik-Rückemann, Wilhelm. Jerzewski, Leopold , 编. . Warsaw: Głos. 1985 （波兰语）.
- Piotrowski, Tadeusz. . Jefferson, NC: McFarland & Company. 1998. ISBN 0786403713.
- Osmańczyk, Edmund Jan. Mango, Anthony , 编.  1 3rd. New York: Routledge. 2003. ISBN 0415939216.
- Polonsky, Antony; Michlic, Joanna B. . Princeton University Press. 2004. ISBN 9780691113067.
- Prazmowska, Anita J. . Cambridge: Cambridge University Press. 1995. ISBN 0521483859.
- Rieber, Alfred Joseph. . London, New York: Routledge. 2000. ISBN 071465132X.
- Roberts, Geoffrey. . Soviet Studies. 1992, 44 (1): 57–78.
- Roshwald, Aviel. . Routledge. 2001. ISBN 0-415-17893-2.
- Rummel, Rudolph Joseph. . New Jersey: Transaction. 1990. ISBN 1560008873.
- Ryziński, Kazimierz; Dalecki, Ryszard. . Warszawa: Instytut Lwowski. 1990. ISBN 9788303033567 （波兰语）.
- Sanford, George. . London, New York: Routledge. 2005. ISBN 0415338735.
- Shaw, Louise Grace. . London, New York: Routledge. 2003. ISBN 0714653985.
- Shirer, William L. . Simon and Schuster. 1990. ISBN 0671728687.
- Snyder, Timothy. . . Soveria Mannelli (Catanzaro): Rubbettino. 2005. ISBN 8849812760. Editors list列表中的|first1=缺少|last1= (帮助)
- Stachura, Peter D. . London, New York: Routledge. 2004. ISBN 0415343577.
- Stanley. .
- Taylor, A. J. P. . London: Putnam. 1975. ISBN 0399114122.
- Topolewski, Stanisław; Polak, Andrzej.  [60th anniversary of the end of World War II] (PDF). Edukacja Humanistyczna w Wojsku (Humanist Education in the Army) 1. Dom wydawniczy Wojska Polskiego (Publishing House of the Polish Army). 2005  [28 November 2006]. （原始内容 (pdf)存档于2007年9月29日） （波兰语）.
- Trela-Mazur, Elżbieta. Bonusiak, Włodzimierz , 编. . Kielce: Wyższa Szkoła Pedagogiczna im. Jana Kochanowskiego. 1997. ISBN 978-837133100-8 （波兰语）.
- Tucker, Robert C. . New York: Norton. 1992. ISBN 0393308693.
- Watson, Derek. . Europe-Asia Studies. 2000, 52 (4): 695–722.
- Weinberg, Gerhard. . Cambridge: Cambridge University Press. 1994. ISBN 0521443172.
- Wilson, Andrew. . Cambridge, New York: Cambridge University Press. 1997. ISBN 0521574579.
- Wettig, Gerhard. . Lanham: Rowman & Littlefield. 2008. ISBN 0742555429.
- Zaloga, Steven J. . Oxford: Osprey Publishing. 2002. ISBN 1841764086.

## 外部連結
- The Soviet invasion of Poland during World War II （页面存档备份，存于）.
- （波兰語） Documents related to the Soviet invasion of Poland (II wojna światowa: Źródła do historii Polski) （页面存档备份，存于）.
- （波兰語） IPN investigation concerning Grodno crimes （页面存档备份，存于）